# Glimåkra
Glimåkra is een plaats in de gemeente Östra Göinge in het Zweedse landschap Skåne en de provincie Skåne län. De plaats heeft 1483 inwoners en een oppervlakte van 186 hectare. Glimåkra wordt vooral omringd door bos, maar vooral ten zuiden van de plaats ligt ook wat landbouwgrond, ook loopt de rivier de Killingeån door Glimåkra. In het dorp staat de kerk Glimåkra kyrka, deze kerk stamt uit 1838.

## Verkeer en vervoer
Bij de plaats loopt de Länsväg 119.